# Burgstall Zinnenburg
Der Burgstall Zinnenburg ist eine abgegangene Höhenburg bei 543 m ü. NN in Spornlage auf einer Halbinsel im nördlichen Langbürgner See. Sie liegt 575 Meter südsüdöstlich von Schloss Hartmannsberg bei Hartmannsberg, einem Ortsteil der Gemeinde Bad Endorf im Landkreis Rosenheim in Bayern. Die Anlage wird als Bodendenkmal unter der Aktennummer D-1-8040-0132 im Bayernatlas als „Burgstall des hohen Mittelalters ("Zinnenburg")“ geführt. 
Die Burg wurde 1247 zerstört. Von der ehemaligen Burganlage sind keine Reste erhalten.